# Astroida
Astroida (tudi asteroida) je ravninska krivulja, ki jo sestavljajo štirje enako dolgi loki (vsebuje štiri konice). Prištevamo jih med superelipse. Astroide so ogrinjače elips.
Ime astroida izhaja iz grške besede, ki pomeni zvezda. Ima še imena kot so tetrakupspida, kubocikloida in paracikloida.

## Astroida v kartezičnih koordinatah
V kartezičnem koordinatnem sistemu je astroida določena z enačbo:
{\displaystyle x^{2/3}+y^{2/3}=1\!\,.}

## Astroida v parametrični obliki
V parametrični obliki je enačba astroide:
{\displaystyle x=(\cos t)^{3}\!\,}
{\displaystyle y=(\sin t)^{3}\!\,.}

## Ploščina in obseg
Ploščina, ki jo zavzema astroida, nastala pri vrtenju krožnice znotraj druge krožnice s polmerom {\displaystyle a\,} je enaka:
{\displaystyle A={\frac {3}{8}}\pi a^{2}\!\,.}
Obseg astroide je pri tem {\displaystyle 6a\,}.

## Značilnosti
Astroida je ogrinjača družine elips z enačbo:
{\displaystyle {\frac {x^{2}}{c^{2}}}+{\frac {y^{2}}{(1-c)^{2}}}-1=0} 
Dualna krivulja astroidi je križna krivulja z enačbo 
{\displaystyle x^{2}y^{2}=x^{2}+y^{2}}.
Evoluta astroide je dvakrat večja astroida.